# Memoria de mis putas tristes (película)
Memoria de mis putas tristes es una película dramática mexicana de 2012 dirigida por Henning Carlsen y escrita por Carlsen y Jean-Claude Carriére, basada en la novela homónima de Gabriel García Márquez. Se filmó en formato de 35 milímetros en la ciudad de San Francisco de Campeche (Campeche). Es protagonizada por Emilio Echevarria, Paola Medina Espinoza, Ángela Molina, Dominika Paleta y Geraldine Chaplin.
Su estreno se produjo el 27 de abril de 2012, en la 15.ª edición del Festival de Málaga de Cine Español, donde fue una de las candidatas a recibir la Biznaga de Oro y donde finalmente obtuvo el premio especial del jurado joven a la Mejor película. Más tarde, el 12 de octubre de 2012, se estrenó en salas de cine mexicanas.

## Reparto
- Emilio Echevarria - el Sabio
- Paola Medina Espinoza - Delgadina
- Ángela Molina - Casilda
- Dominika Paleta - Ximena
- Alejandra Barros - Florina de Dios
- Geraldine Chaplin - Rosa Cabarcas
- Rodrigo Oviedo - el hermano de Ximena

## Polémica
La película, una coproducción de México-España-Dinamarca-Estados Unidos, levantó polémica en pleno rodaje en 2010 debido a sus tópicos, que supuestamente promueven la trata de menores y el comercio sexual. La periodista Lydia Cacho se opuso al proyecto fílmico, con el argumento de que en la novela la intención falaz del anciano hacia la adolescente "fomenta la pederastia". En respuesta a eso, la actriz Paola Medina Espinoza (que interpreta a Delgadina) dijo lo siguiente: "Yo creo que fue una mala comunicación. En lo personal, yo respeto mucho a los activistas cien por ciento, los admiro mucho y me considero parte de su causa, completamente”.
Por su parte, el director la defendió de la siguiente forma: “No hay nada que puedas llamar promoción a la pedofilia en la película, todo se trata de una historia de amor, la historia de un viejo que quiere seguir sintiendo y se enamora. Memoria es una película poética, no polémica”. El Nobel colombiano habría pedido expresamente que esta fuera la última adaptación al cine de una de sus novelas.

## Premios y nominaciones
- Selección Oficial de Largometrajes del 15 Festival de Málaga
  - Nominación a la Biznaga de Oro a Mejor Película: Henning Carlsen[3]
  - Ganador Premio Especial del Jurado a Mejor Película: Henning Carlsen y Enrique Fernández
  - Mención especial para Ángela Molina.[4]